# Elansky (huyện)
Huyện Elansky (tiếng Nga: ? райо́н) là một huyện hành chính tự quản (raion), của Tỉnh Volgograd, Nga. Huyện có diện tích 2667 km², dân số thời điểm ngày 1 tháng 1 năm 2000 là 37100 người. Trung tâm của huyện đóng ở Elan.